# Karl Ferdinand von Buol

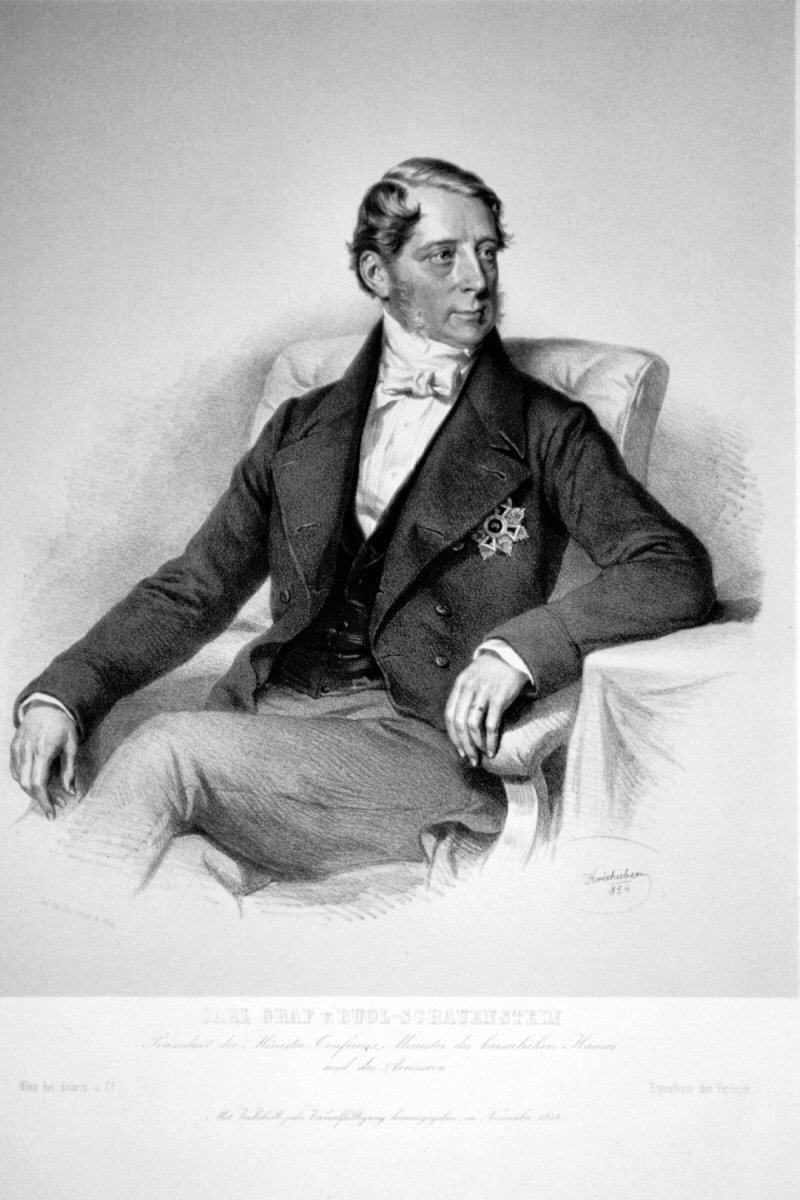
Graaf Karl Ferdinand von Buol

Graaf Karl Ferdinand von Buol-Schauenstein (Wenen, 17 mei 1797 - aldaar, 28 oktober 1865) was een Oostenrijks staatsman.

## Biografie
Hij stamde uit een oud geslacht uit Graubünden en was de zoon van graaf Johann Rudolf von Buol-Schauenstein, de eerste voorzitter van de Bondsdag. Net zoals zijn vader koos Buol voor een loopbaan in Oostenrijkse diplomatieke dienst en werd gezant in Karlsruhe, Darmstadt, Stuttgart, Turijn, Sint-Petersburg en Londen. Van 1852-1859 was hij minister van Buitenlandse Zaken, alsook minister-president. 
Zijn onbesliste houding in de Krimoorlog had een ongunstige invloed op de Oostenrijks-Russische betrekkingen en zorgde voor een internationaal isolement van Oostenrijk. Zijn onhandige, en door Piëmont-Sardinië uitgelokte, ultimatum van 1859 leidde tot de ongelukkige  Tweede Italiaanse Onafhankelijkheidsoorlog. Datzelfde jaar nog trad Buol uiteindelijk af. Het oordeel van zijn tijdgenoten over zijn beleid was overwegend negatief.